# Пирс, Эндрю
Эндрю Пирс (англ. Andrew Pierce; р. 8 июня 1979, Зиния, Огайо) — американский легкоатлет, спринтер, соревновавшийся в беге на 400 метров. Чемпион летней Универсиады 2001 года в беге на 400 метров и в эстафете 4×400 метров.

## Карьера
Пирс учился в старшей школе Йеллоу-Спрингс в Огайо, школьником установил рекорд штата в беге на 400 метров. В 1997 году он завоевал бронзовую медаль на юниорском чемпионате США, через год стал серебряным призёром. После окончания школы в 1997 году Пирс поступил в университет Университет штата Огайо. На студенческих соревнованиях в спортивной конференции Big 10 и на общенациональных соревнованиях он занимал призовые места. В 2001 году Пирс занял 5-е место на взрослом чемпионате США, удачно выступил на летней Универсиаде в Пекине, где завоевал две золотые медали, индивидуально и в составе эстафетной команды. В том же году Пирс поехал в Эдмонтон на чемпионат мира, где выступал за сборную США в эстафете. Он бежал только в квалификации, пропустив финальный забег, но также стал обладателем золотой медали. Однако в 2008 году американцы были лишены медалей из-за признания одного из бегунов, Антонио Петтигрю, в употреблении допинга. В январе 2002 года Пирс получил растяжение подколенного сухожилия, из-за которого завершил свою спортивную карьеру.

## Личная жизнь
В 2001 году Пирс окончил университет с дипломом пилота гражданской авиации, работал лётным инструктором. 10 октября 2000 года у него родился сын, Эндрю Бенджамин Пирс II.